# Club Voleibol Albacete
Il Club Voleibol Albacete è stata una società pallavolistica femminile della Spagna, con sede ad Albacete.

## Storia della società
Il Club Voleibol Albacete nasce nel 1984, partendo dalle categorie minori per debuttare in Superliga nella stagione 1991-92. Nella stagione 1994-95 gioca la sua prima finale di campionato, perdendo contro il Vóley Murcia. Nella stagione successiva, si aggiudica campionato e Coppa della Regina. Nella stagione 1996-97, gioca la sua terza finale consecutiva, perdendo contro il Club Voleibol Tenerife.
Nel corso delle stagioni successive, l'Albacete non disputa più alcuna finale; il miglior risultato è il terzo posto della stagione 2004-2005, ottenuto anche nelle stagioni 2006-07 e 2008-09. Il club raggiunge anche la fase finale della Challenge Cup 2008-09, classificandosi quarto. Al termine della stagione, il club è costretto a chiudere a causa di problemi economici.

## Palmarès
- Campionato spagnolo: 1

1995-96
- Coppa della Regina: 1

1995-96